# (4064) Marjorie
(4064) Marjorie ist ein Asteroid des Hauptgürtels, der am 24. September 1960 vom Forscherteam Cornelis Johannes van Houten, Ingrid van Houten-Groeneveld und Tom Gehrels im Rahmen des Palomar-Leiden-Surveys entdeckt wurde. Das Objekt wurde jedoch bereits am 30. April 1951 vom Kurashiki Observatorium zum ersten Mal gesichtet.
Die Herkunft des Namens ist Marjorie Meinel, die Ehefrau von Aden Meinel.